# Salix muliensis
Salix muliensis är en videväxtart som beskrevs av Goerz, Alfred Rehder och Kobuski. Salix muliensis ingår i släktet viden, och familjen videväxter. Inga underarter finns listade i Catalogue of Life.